# Batman & Mr. Freeze – Eiszeit
Batman & Mr. Freeze – Eiszeit ist ein Direct-to-Video produzierter animierter Trickfilm aus dem Jahr 1998, gezeichnet im Stil der preisgekrönten Batman-Zeichentrickserie und basiert auf der Comicfigur, geschaffen von Bob Kane und Bill Finger.

## Handlung
Dr. Victor Fries, besser bekannt als Mr. Freeze, führt ein friedliches Dasein im ewigen Eis der Arktis. Er lebt zusammen mit zwei Polarbären, kümmert sich um den kleinen Koonak, der seine Eltern verloren hat, und seine Frau Nora ruht nach wie vor in Kälteschlaf in ihrem Gefriertank.
Doch die Idylle hat ein jähes Ende als das U-Boot eines Forscherteams genau in der Höhle auftaucht, in der er sich häuslich eingerichtet hat. Dabei zerbrechen sie den Glastank seiner Frau. Er wird rasend und friert das gesamte Team mit seiner Kältekanone ein. Seine Rache jedoch kann die angerichtete Katastrophe nicht rückgängig machen. Weil Noras kryogene Starre unterbrochen wurde, schreitet ihre Krankheit nun sehr rasch voran und um zu überleben braucht sie schnellstmöglich eine Organtransplantation. Mr. Freeze setzt nun alles daran seine Frau zu retten und macht sich mit ihr auf den Weg nach Gotham City.
Dort angekommen kidnappt er zunächst seinen ehemaligen Kollegen, den skrupellosen Dr. Gregory Belson. Da dieser gerade in akuten finanziellen Schwierigkeiten steckt, kann Freeze ihn mit der Aussicht auf eine bisher unentdeckte Goldmine in der Arktis zur Zusammenarbeit überreden. Ein weiteres Problem besteht darin, dass Nora Fries eine sehr seltene Blutgruppe hat und es daher enorm schwierig ist, auf legalem Weg ein passendes Spenderorgan aufzutreiben. Zufällig erweist sich Barbara Gordon als ideale Kandidatin, also entführt Freeze sie von einer Studentenparty weg, die sie zusammen mit Dick Grayson besucht hat.
Batman und Robin setzen nun alles daran, Barbara zu retten und Mr. Freezes Plan, wie immer dieser auch aussieht, zu vereiteln. Ihre Recherchen führen sie auf die Spur des seit einigen Tagen vermissten Dr. Belson. Dieser hat seinem Börsenmakler kürzlich eine Nachricht via Anrufbeantworter zukommen lassen, dass er auf Gold gestoßen sei und noch etwas Zeit brauche, um die Besitzrechte klarzumachen. Im Hintergrund dieser Nachricht ist deutlich der Klang eines Nebelhorns zu hören. Sie entdecken wahrhaftig Freezes Versteck, eine stillgelegte Bohrinsel knapp außerhalb der Dreimeilenzone vor Gotham City.
Auf der Bohrinsel ist Barbara in der Zwischenzeit nicht untätig geblieben. Sie unternimmt einen Fluchtversuch und trifft dabei auf Koonak, der von Freezes wirklichem Vorhaben noch gar nichts mitbekommen hat. Als auch Batman auftaucht entbrennt ein heftiges Gefecht im Zuge dessen das gesamte Gelände in Flammen aufgeht. Freeze bricht sich ein Bein und Belson, der per Motorboot entkommen wollte, wird von einer herabbrechenden Betonplatte erschlagen.
Um seine Frau zu retten, hilft Freeze Batman, indem er versucht mit Hilfe seiner Kältekanone das Feuer so lange wie möglich einzudämmen, obwohl ihm die ansteigenden Temperaturen immer mehr zusetzen. Batman, Robin und Barbara können zusammen mit Nora und Koonak entkommen, Mr. Freeze dagegen wird durch die Druckwelle einer Explosion in die See geschleudert. Er kann sich aber mit letzter Kraft an seinen Eisbären festklammern, die aufs offene Meer hinausschwimmen.
In einer Polarstation sehen sich zwei Männer die Nachrichten an, in denen es heißt, dass dank der Unterstützung von Wayne Enterprises Nora Fries erfolgreich operiert und damit geheilt wurde. Ihr Ehemann Dr. Victor Fries wird, aufgrund des Bohrinselbrandes, offiziell für tot erklärt.
Die Männer bemerken Victor Fries nicht, der zusammen mit den beiden Eisbären und mit gefrierenden Tränen der Dankbarkeit durch den Schnee davonhinkt.

## Synchronisation
Synchronfirma: Studio Hamburg Synchron GmbH.

Dialogbuch- & Regie: Matthias Grimm.
| Rolle                         | Originalsprecher    | Dt. Synchronsprecher |
| ----------------------------- | ------------------- | -------------------- |
| Batman / Bruce Wayne          | Kevin Conroy        | Eberhard Haar        |
| Robin / Dick Grayson          | Loren Lester        | Christian Stark      |
| Batgirl / Barbara Gordon      | Mary Kay Bergman    | Christine Pappert    |
| Mr. Freeze / Dr. Victor Fries | Michael Ansara      | Werner Schumacher    |
| Dr. Gregory Belson            | George Dzundza      | Ben Hecker           |
| Koonak                        | Rahi Azizi          | ?                    |
| Alfred Pennyworth             | Efrem Zimbalist Jr. | Achim Schülke        |
| Commissioner James Gordon     | Bob Hastings        | Helgo Liebig         |
| Det. Harvey Bullock           | Robert Costanzo     | Gerhard Marcel       |
| Lt. Renée Montoya             | Liane Schirmer      | Marianne Bernhardt   |
| Summer Gleeson                | Mari Devon          | Stephanie Kindermann |
| Veronica Vreeland             | Marilu Henner       | Kerstin Draeger      |
| U-Boot Kapitän                | Ed Gilbert          | Gustav-Adolph Artz   |

## Kritiken
„Zeichentrick-Sequel der ‚Batman‘-Serie, in dem die beiden Helden in einem schablonenhaft gezeichneten Abenteuer agieren. Um die geradlinig entwickelte Geschichte auch für Kinder goutierbar zu machen, wurde bewußt auf jede Form von comichafter Gewalt verzichtet.“